# Buckethead
Buckethead, pseudoniem van Brian Carroll (13 mei 1969), is een Amerikaans gitarist en componist. Hij staat bekend om zijn witte plastic masker en KFC-emmer. Soms maakt hij albums onder de naam Death Cube K, een alias die hij sinds 1994 gebruikt.

## Carrière
Buckethead heeft ruim driehonderd soloalbums uitgebracht en is te horen op meer dan vijftig andere albums. Zijn muziek valt te plaatsen onder een grote verscheidenheid aan stijlen, waaronder thrashmetal, funk, elektronica, jazz en avant-garde.
Het nummer Jordan komt voor in Guitar Hero II en het nummer Soothsayer komt voor als downloadbare content op de PlayStation 3- en Xbox 360-versie van Guitar Hero III: Legends of Rock.
In 2006 bracht Buckethead de clip Spokes for the Wheel of Torment uit, dat gebaseerd is op de werken van de schilder Jheronimus Bosch.
Buckethead is een leerling geweest van gitarist Paul Gilbert.

## Bands
- Praxis (1992-heden)
- Shine/Shin Terai (2001-heden)
- Thanatopsis (2001-heden)
- Buckethead & Friends (2005-heden)
- Science Faction (2007-heden)
- met Travis Dickerson (2006-heden)
- met Viggo Mortensen (1999, 2003-2005, heden)

## Voorgaande bands
- Deli Creeps (1991-2005)
- met Jonas Hellborg en Michael Shrieve (1992)
- Zillatron (1993)
- Cornbugs (1995-2007)
- Giant Robot (1996)
- Pieces (1998)
- Cobra Strike (1999-2000)
- El Stew (1999-2003)
- Moonraker (2000)
- Guns N' Roses (2000-2004)
- Colonel Claypool's Bucket of Bernie Brains (2002-2004)
- Gorgone (2005)